# 강원특별자치도동물위생시험소
강원특별자치도동물위생시험소는 강원특별자치도의 동물, 축산물의 방역 등의 사무를 관장하기 위하여 강원특별자치도청 산하에 설치된 사업소이다.
시험소장은 지방기술서기관이나 지방수의연구관으로 보한다.

## 연혁
- 1953년 7월: 강원도가축위생시험소 설치
- 1973년 10월: 동부지소 설치
- 1983년 2월: 남부지소 설치
- 1987년 4월: 중부지소 설치
- 1995년 5월: 북부지소 설치

## 조직
소장
- 방역과
- 질방진단과
- 축산식품검사과

### 산하 기관
- 동부지소
- 남부지소
- 중부지소
- 북부지소